# (32146) Paigebrown
(32146) Paigebrown est un astéroïde de la ceinture principale.

## Description
(32146) Paigebrown est un astéroïde de la ceinture principale. Il fut découvert le 7 juin 2000 à Socorro (Nouveau-Mexique) par le projet LINEAR. Il présente une orbite caractérisée par un demi-grand axe de 2,37 UA, une excentricité de 0,13 et une inclinaison de 7,1° par rapport à l'écliptique.

## Compléments